# Samegai-juku

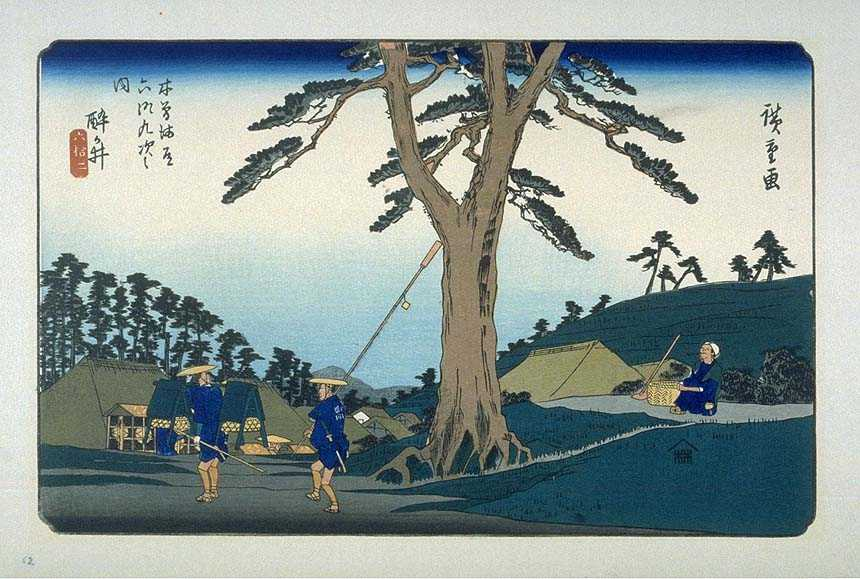
Samegai-juku, estampe de Hiroshige de la série Les Soixante-neuf Stations du Kiso Kaidō.

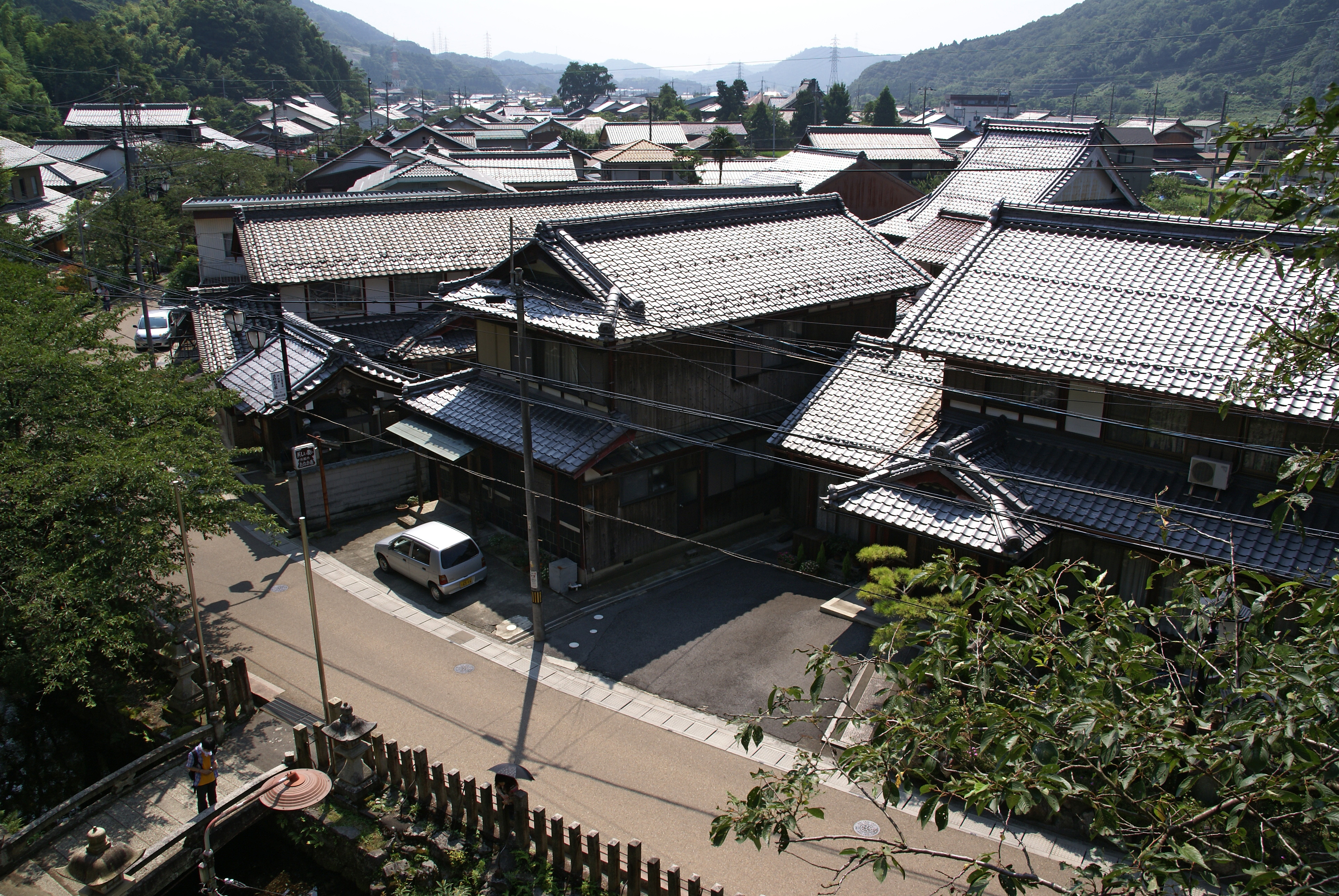
Samegai-juku vue du sanctuaire.

Samegai-juku (醒井宿, Samegai-juku) était la soixante et unième des soixante-neuf stations du Nakasendō. Elle est située dans la ville moderne de Maibara, préfecture de Shiga au Japon.

## Histoire
Samegai-juku était un important centre de communication pendant des siècles et son existence est documentée dans le Nihon shoki, complété en 720. Nombre de voyageurs appréciaient la pureté et la fraîcheur des eaux de la rivière avoisinante et considéraient Samegai comme une appréciable aire de repos.
Il reste de nos jours dix bâtiments de la période Edo qui donnent aux visiteurs une bonne image de ce qu'était la ville il y a des siècles. Il existe aussi un musée des archives qui donne beaucoup de détails sur le passé de la ville.

## Stations voisines
Nakasendō
Kashiwabara-juku – Samegai-juku – Banba-juku